# 北京軟星
北京软星，全称软星科技（北京）有限公司，于2000年成立。
2017年11月10日，北京软星宣布，昆仑万维战略性增资2.13亿元人民币，增资完成后，昆仑万维将持有北京软星及其子公司上海软星51%股权。但是，2018年4月16日，因昆侖萬維未能在限定时间内完成增资，大宇資訊宣佈解除昆侖萬維的增資協議。
2018年4月25日，台湾大宇资讯发布中资收购公告，中国手游娱乐集团将出资2.13亿元人民币入股大宇资讯旗下子公司软星科技（北京）有限公司。
2018年5月，CMGE中手游并购北京软星51%的股权。
2021年8月5日，中手游以6.4184亿港元收购大宇资讯在北京软星剩余的49%股份，及《仙剑奇侠传》IP在中国大陆地区所有权益。
2023年5月，有消息称北京软星的技术团队被解散，而仙剑奇侠传8并未立项。中手游方面回应称，由于行业环境变化，公司进行了一些人员调整，但不影响在研项目的进度。
2024年8月12日，北京软星启用新商标，公司英文名改为“soft starlight”。

## 旗下游戏
- 《仙剑客栈》
- 《仙剑奇侠传五》
- 《仙剑奇侠传五前传》
- 《仙剑奇侠传六》
- 《大富翁》系列六代以後
- 《仙剑奇侠传七》